# Ruská menšina na Slovensku
Ruská národnostní menšina na Slovensku (slovensky Ruská národnostná menšina) je označení obyvatel Slovenska, kteří se hlásí k ruské národnosti. Podle výsledků slovenského sčítání lidu žilo v roce 2011 na Slovensku 1 997 osob deklarujících ruskou národnost.
Podle sčítání lidu v roce 1991 se k ruské národnosti na Slovensku hlásilo 1 389 osob. V následujícím sčítání lidu v roce 2001 to bylo 1 590 osob.